# Ilex cinerea
Ilex cinerea är en järneksväxtart som beskrevs av John George Champion och George Bentham. Ilex cinerea ingår i släktet järnekar, och familjen järneksväxter. Inga underarter finns listade i Catalogue of Life.